# Florimond Claude de Mercy-Argenteau
Florimond Claude de Mercy-Argenteau, född 20 april 1727 i Liège, död 25 augusti 1794 i London, var en greve och diplomat från de Österrikiska Nederländerna. Han var son till en adoptivson till Claude Florimond de Mercy.
de Mercy-Argenteau var Österrikes ambassadör i Frankrike mellan 1766 och 1790. Han är särskilt känd för den roll han spelade efter 1774, då han av Maria Teresia av Österrike fick uppdraget att fungera som stöd och handledare för Marie-Antoinette sedan hon blivit först kronprinsessa och sedan drottning i Frankrike, och genom henne påverka Frankrike för österrikisk räkning. Hans diplomatiska rapporter har lämnat viktiga bidrag till det samtida franska hovets personligheter.